# Giles Terera
Giles Terera (Londra, 14 dicembre 1976) è un attore teatrale e cantante inglese.

## Biografia
Ha studiato alla Mountview Academy of Theatre Arts, prima di debuttare al National Theatre nel 1999 con Troilo e Cressida e Candide. Da allora ha recitato in numerosi musical e opere di prosa in scena a Londra, tra cui La tempesta con Ralph Fiennes, Rent, Avenue Q, Amleto, The Book of Mormon, Ma Rainey's Black Bottom ed Hamilton, per cui ha vinto il Laurence Olivier Award al miglior attore in un musical nel 2018.

## Filmografia parziale

### Cinema
- London Boulevard, regia di William Monahan (2010)
- The Current War, regia di Alfonso Gomez-Rejon (2017)
- Edison - L'uomo che illuminò il mondo (The Current War), regia di Alfonso Gomez-Rejon (2017)

### Televisione
- Doctors - serie TV, 1 episodio (2001)

### Doppiatore
- Scrooge - Canto di Natale (Scrooge: A Christmas Carol), regia di Stephen Donnelly (2022)

## Teatro (parziale)
- Troilo e Cressida di William Shakespeare. National Theatre di Londra (1999)
- Candide, libretto di Hugh Wheeler, colonna sonora di Leonard Bernstein. National Theatre di Londra (1999)
- Honk!, libretto di Anthony Drewe, colonna sonora di George Stiles. National Theatre di Londra (1999)
- Avenue Q, libretto di Jeff Whitty, colonna sonora di Robert Lopez e Jeff Marx. Noël Coward Theatre di Londra (2006)
- Rent, libretto e colonna sonora di Jonathan Larson. Duke of York's Theatre di Londra (2007)
- Amleto di William Shakespeare. National Theatre di Londra (2010)
- The Book of Mormon, libretto e colonna sonora di Trey Parker, Robert Lopez e Matt Stone. Prince of Wales Theatre di Londra (2013)
- La tempesta di William Shakespeare. National Theatre di Londra (2015)
- Ma Rainey's Black Bottom di August Wilson. National Theatre di Londra (2016)
- Il mercante di Venezia di William Shakespeare. Shakespeare's Globe di Londra, Lincoln Center di New York (2016)
- La resistibile ascesa di Arturo Ui di Bertolt Brecht. Donmar Warehouse di Londra (2017)
- Hamilton, libretto e colonna sonora di Lin-Manuel Miranda. Victoria Palace Theatre di Londra (2017)
- Rosmersholm di Henrik Ibsen. Duke of York's Theatre di Londra (2019)
- Blue/Orange di Joe Penhall. Tournée britannica (2021)
- Otello di William Shakespeare, regia di Clint Dyer. National Theatre di Londra (2022)
- Clyde's di Lynn Nottage. Donmar Warehouse di Londra (2023)
- Passing Strange di Stew e Heidi Rodewald. Young Vic di Londra (2024)
- Dr. Strangelove di Armando Iannucci e Sean Foley. Noël Coward Theatre di Londra (2024), Bord Gáis Energy Theatre di Dublino (2025)

## Riconoscimenti
- Premio Laurence Olivier
  - 2018 – Miglior attore in un musical per Hamilton
  - 2023 – Candidatura per il miglior attore per Blues For An Alabama Sky
  - 2024 – Candidatura per il miglior attore non protagonista per Clyde's